# Jävenitzer Moor
Jävenitzer Moor este o arie protejată (arie specială de conservare — SAC, sit de importanță comunitară — SCI) din Germania întinsă pe o suprafață de 508 ha, integral pe uscat.

## Localizare
Centrul sitului Jävenitzer Moor este situat la coordonatele 52°30′21″N 11°29′08″E / 52.5058°N 11.4856°E.

## Înființare
Situl Jävenitzer Moor a fost declarat sit de importanță comunitară în octombrie 2000 pentru a proteja 5 specii de animale. Situl a fost protejat și ca arie specială de conservare în decembrie 2018.

## Biodiversitate
Situată în ecoregiunea continentală, aria protejată conține 6 habitate naturale: Lacuri și iazuri distrofice naturale, Pajiști umede nord-atlantice cu Erica tetralix, Mlaștini turboase de tranziție și turbării mișcătoare, Depresiuni pe substraturi de turbă de Rhynchosporion, Păduri acidofile de stejar bătrân cu Quercus robur pe câmpii nisipoase, Mlaștini împădurite.
La baza desemnării sitului se află mai multe specii protejate:
- mamifere (3): liliac cârn (Barbastella barbastellus), lupul (Canis lupus), vidră de râu (Lutra lutra)
- nevertebrate (2): libelule (Leucorrhinia pectoralis), rădașcă (Lucanus cervus)

Pe lângă speciile protejate, pe teritoriul sitului au mai fost identificate 10 specii de plante, 4 specii de amfibieni, 3 specii de mamifere, 13 specii de nevertebrate, 4 specii de reptile.